# Sphinx semilugens
Sphinx semilugens är en fjärilsart som beskrevs av Andreas 1925. Sphinx semilugens ingår i släktet Sphinx och familjen svärmare. Inga underarter finns listade i Catalogue of Life.